# Сюй Биньшу
Сюй Биньшу́ (кит. упр. 许斌姝, пиньинь Xǔ Bīnshū; род. 28 июля 1988, Чанчунь) — китайская фигуристка, выступавшая в одиночном катании. Двукратная чемпионка Китая (2004, 2006) и бронзовый призёр Азиатских игр (2007).
После завершения соревновательной карьеры — тренер по фигурному катанию.

## Карьера
Сюй увлеклась фигурным катанием в 1992 году. На протяжении большей части карьеры каталась под руководством Лю Ячжо, а впоследствии тренировалась у Юй Лицзе. В 2002 году состоялись её первые старты в серии юниорского Гран-при. На этапах в США и Канаде фигуристка заняла седьмое место среди восемнадцати участниц. На чемпионате мира среди юниоров 2003 также показала седьмой результат. В следующем сезоне одержала победу на взрослом чемпионате Китая.
Портал Absolute Skating называл Сюй одной из ведущих китайских фигуристок. Её хореографом была прославленная китайская одиночница Чэнь Лу. В свой последний юниорский сезон она прошла в финал Гран-при, где стала бронзовой медалисткой, уступив лишь будущей «Королеве фигурного катания» Ким Ёна и японке Аки Саваде. Перед выходом во взрослые, Сюй во второй раз стала чемпионкой Китая.
Её дебют во взрослых состоялся в 2006 году, когда она была приглашена на турниры Гран-при. На «домашнем» этапе в короткой программе показала второй результат за технические элементы, но получила одну из самых низких оценок за общее впечатление. По итогам двух выступлений финишировала на четвёртой строчке. По ходу сезона завоевала бронзу Азиатских игр и стала восьмой на чемпионате четырёх континентов 2007.
На следующих четырёх континентах китайские одиночницы Ван Юэжэнь, Сюй Биньшу и Лю Янь расположились последовательно друг за другом с двенадцатого по четырнадцатое место. На Гран-при Франции 2008 после первого дня соревнований Сюй занимала последнее десятое место, но благодаря сильному произвольному прокату поднялась на шестое итоговое место.
Добившись значительных результатов на юниорском уровне, Сюй не смогла развить успех выступая среди взрослых. Результаты падали с каждым сезоном, одной из причин тому стало постепенное отставание от конкуренток в технике, а также нестабильность выступлений. На своём последнем чемпионате Китая 2012 она стала одиннадцатой. После чего завершила соревновательную карьеру и начала работать в качестве тренера.
Была тренером и хореографом у китайского фигуриста-одиночника Тянь Тунхэ.

## Результаты
| Соревнования                | 02/03         | 03/04         | 04/05         | 05/06         | 06/07         | 07/08         | 08/09         | 09/10         | 11/12         |
| Международные               | Международные | Международные | Международные | Международные | Международные | Международные | Международные | Международные | Международные |
| --------------------------- | ------------- | ------------- | ------------- | ------------- | ------------- | ------------- | ------------- | ------------- | ------------- |
| Четыре континента           |               |               |               |               | 8             | 13            | 15            | 21            |               |
| Гран-при Китая              |               |               |               |               | 4             | 10            | 10            | WD            |               |
| Универсиада                 |               |               |               |               | 6             |               | 8             |               |               |
| World Team Trophy           |               |               |               |               |               |               | 6             |               |               |
| Гран-при Франции            |               |               |               |               |               |               | 6             |               |               |
| Гран-при США                |               |               |               |               |               | 11            |               |               |               |
| Гран-при Канады             |               |               |               |               | 8             |               |               |               |               |
| Азиатские игры              |               |               |               |               | 3             |               |               |               |               |
| Международные среди юниоров |               |               |               |               |               |               |               |               |               |
| Чемпионат мира              | 7             | 9             | 7             |               |               |               |               |               |               |
| Финал Гран-при              |               |               |               | 3             |               |               |               |               |               |
| Гран-при Японии             |               |               |               | 2             |               |               |               |               |               |
| Гран-при Польши             |               |               |               | 3             |               |               |               |               |               |
| Гран-при Германии           |               |               | 5             |               |               |               |               |               |               |
| Гран-при Китая              |               |               | 6             |               |               |               |               |               |               |
| Гран-при Канады             | 7             |               |               |               |               |               |               |               |               |
| Гран-при США                | 7             |               |               |               |               |               |               |               |               |
| Национальные                |               |               |               |               |               |               |               |               |               |
| Чемпионат Китая             | 3             | 1             | 3             | 1             | 2             | 4             | 2             |               | 11            |